# Ctenypena tenuis
Ctenypena tenuis är en fjärilsart som beskrevs av Louis Beethoven Prout 1927. Ctenypena tenuis ingår i släktet Ctenypena och familjen nattflyn. Inga underarter finns listade i Catalogue of Life.